# هوبرت هنلی
هوبرت هنلی (انگلیسی: Hobart Henley؛ ۲۳ نوامبر ۱۸۸۷ – ۲۲ مهٔ ۱۹۶۴) یک کارگردان، فیلم‌نامه‌نویس و هنرپیشه فیلم صامت اهل ایالات متحده آمریکا بود.